# Popgasm
Popgasm – drugi album studyjny fińskiej grupy Sunrise Avenue.

## Lista utworów
1. „Dream Like a Child” – 4:21
2. „The Whole Story” – 3:33
3. „Rising Sun” – 3:54
4. „Welcome to My Life” – 3:29
5. „Not Again” – 3:52
6. „Bad” – 3:28
7. „Monk Bay” – 3:49
8. „Bye Bye (One Night Kind)” – 3:18
9. „Kiss 'N' Run” – 3:14
10. „6–0” – 3:15
11. „Birds and Bees” – 3:07
12. „Sail Away with Me” – 4:06
13. „My Girl is Mine” – 3:15
14. „Something Sweet” – 6:52